# Golfinho-liso-do-sul
Lissodelphis peronii é popularmente chamado de golfinho-liso-do-sul, sendo caracterizado pela ausência da nadadeira dorsal. Esse cetáceo faz parte da família Delphinidae, cujos representantes são os mais conhecidos dentre os odontocetos. Sua ocorrência registrada se restringe ao hemisfério sul, com a maior concentração de dados nas águas temperadas e subantárticas.

## Etimologia
O termo Lissodelphis vem do latim lisso (liso) e delphis (golfinho). Já  peronii é o epíteto específico em homenagem a François Péron, naturalista que registrou a espécie pela primeira vez em 1802. Entretanto, a espécie só foi descrita de fato em 1804, por Lacépède.

## Descrição Morfológica
Os golfinhos-lisos-do-sul são facilmente identificados por serem os únicos golfinhos sem a nadadeira dorsal no hemisfério sul. Possuem corpos muito hidrodinâmicos, apresentando apenas um espiráculo (fenda respiratória) e um focinho curto, mas bem definido, com 39 a 50 dentes por fileira. A parte ventral do corpo é branca, enquanto a parte dorsal é preta. Os golfinhos juvenis dessa espécie apresentam uma cor cinza ou marrom dorsalmente, mas a coloração fica mais escura no primeiro ano. As nadadeiras são pequenas e reduzidas, com a parte inferior branca e a parte superior escura. Os golfinhos recém-nascidos medem cerca de 86 centímetros de comprimento e pesam cerca de 5 kg, ao passo que os adultos variam entre 2,18 e 2,5 metros e pesam aproximadamente de 60 a 100 kg. O maior peso registrado nessa espécie foi de 2,97 metros e 116 kg, em um macho. Geralmente, os machos crescem um pouco maiores que as fêmeas. Apesar de não existirem muitos estudos sobre o padrão reprodutivo da espécie, acredita-se que os machos atingem a maturidade sexual quando atingem comprimentos de 2,12 a 2,20 metros, enquanto as fêmeas atingem essa etapa com 2,06 a 2,12 metros.

## Distribuição Geográfica
Os golfinhos-lisos-do-sul possuem uma distribuição predominantemente circumpolar em todo o hemisfério sul, mas com ocorrências bem registradas na Nova Zelândia, no sudoeste da África, no sul do Brasil e ao longo da costa do Chile, com preferência por águas temperadas frias a subantárticas, com temperaturas variando entre 1 e 20°C. O limite preciso de sua ocorrência ainda não foi estipulado, devido a falta de estudos publicados, o limite sul da espécie parece ser limitado pela Convergência Antártica, ao passo que o limite norte parece limitado pela Convergência Tropical. Contudo, foram registrados avistamentos além desses limites, como em São Paulo. A maioria dos avistamentos de golfinhos-lisos-do-sul ocorrem em águas profundas, em regiões onde a água se aproxima da costa e em áreas de ressurgência perto da costa.

## Ecologia e Comportamento
Os golfinhos-lisos-do-sul são considerados animais de grupo, com registros de agrupamentos de 1000 indivíduos, ainda que pequenos grupos de um a 10 também tenham sido relatados. Grupos pequenos associados a outras espécies de cetáceos também foram observados, o que comprova a pouca territorialidade na espécie. No Atlântico Sul, é muito comum encontrar grupos mistos com golfinhos-escuros (Lagenorhynchus obscurus), sendo relatados na Nova Zelândia, no sudoeste da África, no sul do Brasil e ao longo da costa do Chile.
O comportamento e hierarquia dos grupos são classificados da seguinte forma: (1) agrupamentos sem subgrupos identificáveis e comportamento de creche, todos os adultos cuidam dos filhotes; (2) agrupamentos de subgrupos espalhados de diversos tamanhos; (3) agrupamentos em forma de V, semelhante ao de aves, seguindo o macho alfa e (4) rebanhos em formação de linha de coro, uma formação em linha dos indivíduos, em que eles nadam lado-a-lado, dispostos em fileiras.
O movimento da espécie é muito caracterizado por  se moverem saltando para fora da água continuamente. Quando nadam lentamente, expõem apenas uma pequena área da cabeça e das costas enquanto voltam à superfície para respirar. Em migrações, com viagens em altas velocidades, foi registrado comportamentos bem marcantes: (1) nadam logo abaixo da superfície, subindo brevemente para respirar e então submergem ou (2) nadam rapidamente na superfície, realizando saltos menores, cobrindo uma grande distância da superfície.
Quanto aos padrões de forrageamento, os golfinhos-lisos-do-sul se alimentam de uma alta gama de peixes, dando preferência a peixes mesopelágicos e lulas, mergulhando a profundidades superiores a 200 metros em busca de alimento. Segundo pesquisas que analisaram o conteúdo estomacal de indivíduos da espécie, apresentam hábitos alimentares costeiros epipelágicos, mesopelágicos ou uma combinação de ambos.
Foi observado que a espécie é ocasionalmente predada por tubarões maiores e orcas (Orcinus orca), mas outros predadores podem existir. Há um registro de 1983, em que um golfinho intacto de 86 centímetros foi encontrado no estômago de uma Merluza-negra (Dissostichus eleginoides) de 1,7 metro. Além disso, um feto foi descoberto dentro de um Tubarão-dorminhoco (Somniosus pacificus) em 1980, no Chile.

## Ameaças e Conservação
Não existem registros de captura de golfinhos-lisos-do-sul vivos, como seria o caso se o objetivo fosse levá-los para cativeiro. Em estudos ao largo da costa oeste da África Austral, não foi encontrada evidência de captura acidental na pesca com redes de emalhar (rede que fica disposta verticalmente com iscas, para que os peixes fiquem presos na malha quando se movem para sair), mas pode haver competição por alimentos com a pesca de arrasto devido à dieta do animal depender muito de organismos de águas mais profundas. Os impactos diretos e indiretos da mudança climática global sobre a espécie são desconhecidos, ainda que possam ter um efeito em cascata sobre o movimento e a ecologia alimentar. Há ainda a hipóteses de sofrerem uma ameaça menor da atividade sísmica, seja para a busca de petróleo ou gás.
Não há estimativas atuais de abundância e mortalidade global da espécie, embora seja considerada uma espécie bastante comum e abundante ao longo de sua distribuição, particularmente no Chile. A taxa de avistamento é considerada muito baixa, mas provavelmente esse resultado é observado por conta da falta de esforço de amostragem e devido às dificuldades de avistar os animais em seu habitat.
Devido a bibliografia escassa, não existe muito consenso quanto ao seu status de conservação no cenário mundial. Segundo a  Lista Vermelha de Mamíferos da África do Sul, Lesoto e Suazilândia de 2016, a espécie Lissodelphis peronii conta como LC (Least  Concern, Pouco Preocupante). Já na Lista Nacional de Espécies do Chile, no Sistema de Classificação de Ameaças da Nova Zelândia e no  Plano de Ação para Mamíferos Australianos, os golfinhos-lisos-do-sul são classificados como Deficientes de Dados (DD).
Em 2001, a Lista Vermelha Global da IUCN classificava a espécie Lissodelphis peronii como Deficiente de Dados (DD), por conta das lacunas dos estudos em relação ao tema. Contudo, a classificação foi alterada em 2018, passando para o status de Pouco Preocupante (LC), devido à sua aparente ampla distribuição em águas pelágicas da região subantártica e à falta de evidências de ameaças severas às populações. Como a espécie ainda carece de mais dados em toda a sua distribuição, a classificação pode ser considerada provisória até que se saiba mais sobre a espécie.